# Alexis-Joseph Rostand
Pour les articles homonymes, voir Rostand.
Pour les autres membres de la famille, voir Famille Rostand.
Alexis-Joseph Rostand est un négociant et homme politique français, maire de Marseille de 1830 à 1832, né le 23 janvier 1769 à Orgon (Bouches-du-Rhône) et mort le 27 janvier 1854 à Marseille.
Il est l'arrière-grand-père d'Edmond Rostand.

## Biographie

### Environnement familial
Alexis-Joseph Rostand est le fils d'Alexis Rostand (18 juillet 1726-1er novembre 1789), maître drapier, époux de Marguerite Lions (1740-1825), d'où douze enfants : dont le frère cadet d'Alexis-Joseph, Bruno Xavier Rostand (1780-1860), époux de Marie-Thérèse Jourdan, et père lui-même de cinq fils, dont Albert Rostand (1818-1891), négociant armateur et banquier, et Jules Rostand (1820-1889), négociant et fabricant d’huile.
Alexis-Joseph Rostand épouse sa cousine Marie Thérèse Julie Rostand, fille d'André Rostand, notaire, consul d'Orgon, et d'Anne Estrangin. Ils eurent un fils :
- Joseph Alexis Rostand (1804-1867), receveur municipal de la ville de Marseille, marié avec Françoise Sébastienne Félicie de Ferrari. De ce mariage naquirent deux fils :
  - Eugène Joseph Hubert Marius Rostand (1843-1915), époux d'Angèle Guyot : dont trois enfants parmi lesquels le célèbre auteur dramatique Edmond Rostand.
  - Alexis Jean Hubert Rostand (1844-1919) banquier et musicien, auteur du livre «  La musique à Marseille » et président du Comptoir national d'escompte de Paris (future BNP).

Alexis Rostand est donc le grand-père d’un musicien célèbre et l'arrière-grand-père d’un auteur renommé.

### Période révolutionnaire

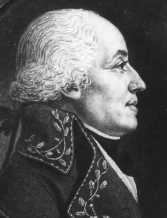
Portrait de Rostand.

À la mort de son père en 1789, il avait vingt ans et était simple commis dans une fabrique de bonnets de laine d’un ami de son père.
L’arrivée du général Carteaux le 31 juillet 1793 à Marseille l’obligea à quitter cette ville et à s’engager dans la garde républicaine de l’armée de Dugommier. Il est nommé lieutenant et se distingue dans les Pyrénées-Orientales. Malgré cela les Jacobins le firent emprisonner à Perpignan. Libéré, il revient à Marseille où sa famille avait été ruinée par le marasme économique de la période révolutionnaire.

### Début d’activités
Son ancien patron se retirant des affaires l’associe à son gendre dans l’usine de fabrication de bonnets de laine dits « gasquets ». Rappelons qu’à Marseille en 1821, il y avait au total 6 fabriques de ce type qui employaient 3 300 ouvriers et produisaient annuellement environ 140 000 bonnets de laine. Alexis Rostand se fait rapidement connaître et dès 1812 il siège au tribunal de commerce dont il assure deux fois la présidence de mars 1815 à juillet 1817 et de mai 1827 à avril 1829. Il est nommé administrateur de la Charité en 1802, intendant de la santé en 1814 et membre du conseil municipal de 1817 à 1830.
Ses nombreuses activités ne l’empêchent pas de se consacrer à la musique. Un quatuor à cordes est formé entre Bruno-Xavier Rostand premier violon, Alexis-Joseph violoncelle, son fils Joseph second violon et un autre Joseph Rostand (frère des deux premiers) alto. C’est au cours d’une de ces réunions musicales que furent exécutés pour la première fois à Marseille les quatuors de Beethoven que Bruno Rostand avait ramené d’un voyage au Levant.
Doué d’un talent remarquable d’écrivain, il a composé un grand nombre de mémoires, rapports et discours, dont beaucoup ont été imprimés et qui traitent des problèmes commerciaux tels que la législation des grains, des laines ou de la franchise du port de Marseille.
Il fut par ailleurs vice-président puis président de la Caisse d'épargne et de prévoyance des Bouches-du-Rhône qui venait d’être créée, premier président de la Chambre de commerce de 1832 à 1837 et membre de la société de statistiques. Il envisage la création d’une compagnie marseillaise de la Méditerranée pour la navigation à vapeur, mode de propulsion des navires qui se développe rapidement. Ce projet ne se réalisa pas.

### Maire de Marseille

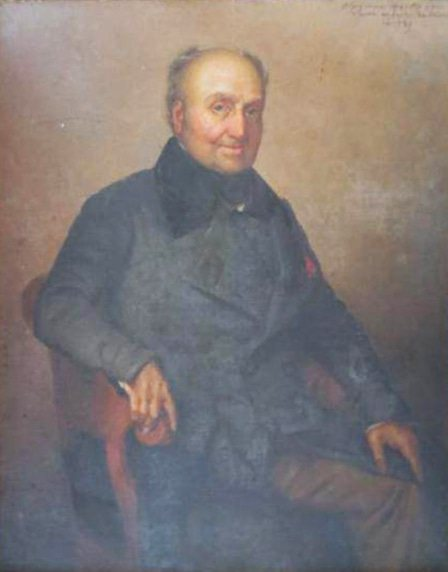
Portrait d'Alexis-Joseph Rostand.

Alors qu'il avait été brièvement député des Bouches-du-Rhône du 17 mai au 13 juillet 1815 dans la Chambre des Cent-Jours, Louis-Philippe le nomme le 10 août 1830 maire de Marseille. Il tente d’améliorer les relations entre le préfet Thomas et les Mazenod, l’oncle Fortuné évêque et son neveu Eugène futur évêque de Marseille. Il obtint ainsi que la croix des Accoules reste en dehors de l’église alors que le préfet demandait qu’elle soit placée à l’intérieur, mais que les fleurs de lys qui décoraient certains monuments religieux soient enlevées.
Il siège également membre du Conseil général des Bouches-du-Rhône, dont il est président de 1835 à 1848.

### Décès
Il s’éteint le 27 janvier 1854 à Marseille dans sa 86e année. Il était officier de la légion d’honneur. Le maire de Marseille, M. le comte de Chanterac, rendit hommage à cet homme de grande honorabilité qui sut allier le sens des affaires et les qualités intellectuelles. Dans un discours qui a été imprimé il dit : « la mort d’un homme prend le caractère d’un deuil général pour la cité quand elle vient frapper un de ses citoyens éminents qui parcourent une longue carrière et s’y firent distinguer par toutes les vertus publiques et privées. » En sa mémoire la ville de Marseille a donné son nom à une rue du 10me arrondissement.